# Adoré Floupette
Cet article court présente un sujet plus développé dans : Gabriel Vicaire et Henri Beauclair.
Adoré Floupette est le pseudonyme collectif utilisé par Gabriel Vicaire et Henri Beauclair pour leur parodie littéraire : Les Déliquescences, poèmes décadents d'Adoré Floupette, un recueil de poèmes satiriques sur le symbolisme et le décadentisme. Publié à Byzance (sic) chez « Lion vanné » (pour Léon Vanier, « éditeur des Modernes »), ce mince recueil d'une quinzaine de textes connaîtra deux éditions confidentielles en 1885, mais repris dans la presse, sa popularité fera beaucoup pour la diffusion du symbolisme auprès du grand public. En outre, la deuxième édition fournit une désopilante Vie d'Adoré Floupette par Marius Tapora, son condisciple imaginaire. Le texte connaîtra encore deux éditions au début du XXe siècle, en 1911 chez Crès, en 1923 chez Jonquières.
En 2011, l'écrivain australien David Brooks (en) publie un ouvrage The Sons of Clovis: Ern Malley, Adore Floupette and a Secret History of Australian Poetry indiquant qu'en 1944 les écrivains James McAuley (en) et Harold Stewart (en) se sont inspirés d'Adoré Floupette pour leur ouvrage parodique signé Ern Malley.
En 2020, les écrivains français Léo Henry, Raphaël Eymery, luvan et Johnny Tchekhova, publient aux éditions La Volte, un recueil de nouvelles censées retranscrire des écrits d'une autrice oubliée, Adorée Floupette.

## Critique
Sergio Cigada, dans Études sur le symbolisme, qualifie Les Déliquescences de « brillante parodie du maniérisme décadent-symboliste ».

## Étude
- Pierre Jourde, « Les Déliquescences » d'Adoré Floupette ou l'imitation crée le modèle, Romantisme, 1992, vol. 22 n°75 pp. 13-20 sur le portail Persée